# Нижнедевицкий район
Нижнедевицкий район — административно-территориальная единица (район) и муниципальное образование (муниципальный район) на северо-западе Воронежской области России.
Административный центр — село Нижнедевицк.

## География
Нижнедевицкий район расположен в северо-западной части Воронежской области, на расстоянии 60 км от областного центра. Территория района относится к Землянско-Репьёвскому району среднемощных и выщелочных чернозёмов. Площадь района — 1240 км². Основная река — Девица.

## История
Образован район в 1928 году после упразднения Нижнедевицкого уезда и входил в Центрально-Чернозёмную область, а в 1934 году вошёл в состав Воронежской области.
5 октября 1957 года к Нижнедевицкому району был присоединён Синелипяговский район.
В 1963 году был упразднён и воссоединён с Хохольским районом, 12 января 1965 года вновь был воссоздан.

## Население
| 1989    | 2002    | 2009    | 2010    | 2011    | 2012    | 2013    |
| ------- | ------- | ------- | ------- | ------- | ------- | ------- |
| 29 577  | ↘24 077 | ↘21 759 | ↘20 611 | ↘20 492 | ↘20 209 | ↘19 832 |
| 2014    | 2015    | 2016    | 2017    | 2018    | 2021    | 2025    |
| ↘19 408 | ↘18 989 | ↘18 687 | ↘18 515 | ↘18 457 | ↘17 938 | ↘17 512 |

### Национальный состав
По итогам переписи населения 2020 года проживали следующие национальности (национальности менее 0,1 % и другое, см. в сноске к строке «Другие»):
| Национальность | Численность, чел. | Доля     |
| -------------- | ----------------- | -------- |
| Русские        | 17 229            | 96,05 %  |
| Армяне         | 151               | 0,84 %   |
| Таджики        | 118               | 0,66 %   |
| Украинцы       | 50                | 0,28 %   |
| Азербайджанцы  | 42                | 0,23 %   |
| Турки          | 28                | 0,16 %   |
| Узбеки         | 24                | 0,13 %   |
| Другие         | 296               | 1,65 %   |
| Итого          | 17 938            | 100,00 % |

## Муниципально-территориальное устройство
В Нижнедевицкий муниципальный район входят 15 муниципальных образований со статусом сельских поселений:
| №  | Муниципальное образование            | Административный центр          | Количество населённых пунктов | Население | Площадь, км2 |
| -- | ------------------------------------ | ------------------------------- | ----------------------------- | --------- | ------------ |
| 1  | Андреевское сельское поселение       | село Андреевка                  | 5                             | ↘345      | 52,70        |
| 2  | Верхнетуровское сельское поселение   | село Верхнее Турово             | 1                             | ↗1384     | 106,90       |
| 3  | Вязноватовское сельское поселение    | село Вязноватовка               | 1                             | ↘1016     | 81,90        |
| 4  | Курбатовское сельское поселение      | посёлок Курбатово               | 2                             | ↗2089     | 9,30         |
| 5  | Кучугуровское сельское поселение     | посёлок совхоза «Нижнедевицкий» | 5                             | ↘1188     | 117,80       |
| 6  | Михнёвское сельское поселение        | село Михнёво                    | 5                             | ↘438      | 72,00        |
| 7  | Нижнедевицкое сельское поселение     | село Нижнедевицк                | 3                             | ↗5721     | 71,80        |
| 8  | Нижнетуровское сельское поселение    | село Нижнее Турово              | 1                             | ↗488      | 60,90        |
| 9  | Новоольшанское сельское поселение    | село Новая Ольшанка             | 5                             | ↗1181     | 92,00        |
| 10 | Норово-Ротаевское сельское поселение | село Глазово                    | 2                             | ↗829      | 62,60        |
| 11 | Острянское сельское поселение        | село Острянка                   | 3                             | ↘487      | 68,10        |
| 12 | Першинское сельское поселение        | село Першино                    | 1                             | ↘900      | 70,60        |
| 13 | Синелипяговское сельское поселение   | село Синие Липяги               | 6                             | ↘1541     | 184,40       |
| 14 | Скупопотуданское сельское поселение  | село Скупая Потудань            | 5                             | ↘257      | 67,70        |
| 15 | Хвощеватовское сельское поселение    | посёлок совхоза «Кучугуровский» | 6                             | ↘703      | 77,18        |

## Населённые пункты
В Нижнедевицком районе 51 населённый пункт.
| №  | Населённый пункт        | Тип     | Население | Муниципальное образование            |
| -- | ----------------------- | ------- | --------- | ------------------------------------ |
| 1  | Андреевка               | село    | 360       | Андреевское сельское поселение       |
| 2  | Афонино                 | хутор   | 25        | Андреевское сельское поселение       |
| 3  | Бобров                  | хутор   | 1         | Михнёвское сельское поселение        |
| 4  | Большая Мездрянка       | хутор   | 9         | Михнёвское сельское поселение        |
| 5  | Бор                     | село    | 21        | Нижнедевицкое сельское поселение     |
| 6  | Верхнее Турово          | село    | ↗1384     | Верхнетуровское сельское поселение   |
| 7  | Верховье                | хутор   | 0         | Скупопотуданское сельское поселение  |
| 8  | Вязноватовка            | село    | ↘1016     | Вязноватовское сельское поселение    |
| 9  | Глазово                 | село    | 782       | Норово-Ротаевское сельское поселение |
| 10 | Губаново                | хутор   | 23        | Новоольшанское сельское поселение    |
| 11 | Дмитриевский            | хутор   | 297       | Острянское сельское поселение        |
| 12 | Долгий                  | хутор   | 0         | Синелипяговское сельское поселение   |
| 13 | Дружба                  | хутор   | 7         | Скупопотуданское сельское поселение  |
| 14 | Золотой                 | хутор   | 0         | Синелипяговское сельское поселение   |
| 15 | Каменный Буерак         | хутор   | 10        | Хвощеватовское сельское поселение    |
| 16 | Ключи                   | хутор   | 1         | Скупопотуданское сельское поселение  |
| 17 | Князев                  | хутор   | 21        | Андреевское сельское поселение       |
| 18 | Колесников              | хутор   | 0         | Хвощеватовское сельское поселение    |
| 19 | Комяга                  | хутор   | 0         | Хвощеватовское сельское поселение    |
| 20 | Курбатово               | посёлок | 2207      | Курбатовское сельское поселение      |
| 21 | Кучугуры                | село    | ↘475      | Кучугуровское сельское поселение     |
| 22 | Лавров                  | хутор   | 13        | Михнёвское сельское поселение        |
| 23 | Лебяжье                 | село    | 63        | Синелипяговское сельское поселение   |
| 24 | Лог                     | село    | 222       | Нижнедевицкое сельское поселение     |
| 25 | Малиновка               | хутор   | 0         | Андреевское сельское поселение       |
| 26 | Михнёво                 | село    | 470       | Михнёвское сельское поселение        |
| 27 | Моховой                 | хутор   | 14        | Синелипяговское сельское поселение   |
| 28 | Нижнедевицк             | посёлок | 870       | Новоольшанское сельское поселение    |
| 29 | Нижнедевицк             | село    | ↘5460     | Нижнедевицкое сельское поселение     |
| 30 | Нижнее Турово           | село    | ↗488      | Нижнетуровское сельское поселение    |
| 31 | Новая Ольшанка          | село    | ↘514      | Новоольшанское сельское поселение    |
| 32 | Острянка                | село    | ↘359      | Острянское сельское поселение        |
| 33 | Парный                  | хутор   | 0         | Кучугуровское сельское поселение     |
| 34 | Парточки                | хутор   | 39        | Кучугуровское сельское поселение     |
| 35 | Першино                 | село    | ↘900      | Першинское сельское поселение        |
| 36 | Петровка                | посёлок | 106       | Норово-Ротаевское сельское поселение |
| 37 | Плотницкий              | хутор   | 9         | Михнёвское сельское поселение        |
| 38 | Подорожное              | хутор   | 8         | Новоольшанское сельское поселение    |
| 39 | Поляна                  | хутор   | 8         | Новоольшанское сельское поселение    |
| 40 | Проточный               | хутор   | 14        | Андреевское сельское поселение       |
| 41 | Семёнов                 | хутор   | 0         | Скупопотуданское сельское поселение  |
| 42 | Синие Липяги            | село    | ↘1840     | Синелипяговское сельское поселение   |
| 43 | Скупая Потудань         | село    | ↘324      | Скупопотуданское сельское поселение  |
| 44 | Скупой                  | хутор   | 5         | Синелипяговское сельское поселение   |
| 45 | совхоза «Кучугуровский» | посёлок | 440       | Хвощеватовское сельское поселение    |
| 46 | совхоза «Нижнедевицкий» | посёлок | 706       | Кучугуровское сельское поселение     |
| 47 | Старых                  | хутор   | 13        | Курбатовское сельское поселение      |
| 48 | Сычёвка                 | хутор   | 124       | Хвощеватовское сельское поселение    |
| 49 | Фролов                  | хутор   | 5         | Острянское сельское поселение        |
| 50 | Хвощеватовка            | село    | ↘247      | Хвощеватовское сельское поселение    |
| 51 | Широкий                 | хутор   | 100       | Кучугуровское сельское поселение     |

## Экономика
Определяющей отраслью района является сельское хозяйство. Площадь сельхозугодий 94 тыс. га. Пашня занимает 71,2 тыс. га. В структуре посевных площадей зерновые занимают 53 % площади пашни. В растениеводстве основное направление: производство зерна, подсолнечника, свёклы, кормов. Направление животноводства в районе молочно-мясное.
Промышленность района представлена следующими действующими предприятиями перерабатывающей отрасли: ООО «Маслодельный завод Нижнедевицкий» (по переработке молока), ООО «ДКГ» (переработка семян подсолнечника), ООО ПКФ «Агроспектр» (переработка зерна и производство хлебобулочных изделий).

## См.также
- Административное деление Воронежской области
- Флаг Нижнедевицкого района
- Список памятников культурного наследия Нижнедевицкого района в Викигиде